# Linanäs
Linanäs är en tidigare småort i Österåkers kommun i Stockholms län, belägen på västra delen av södra Ljusterö. Vid 2015 års tätortsavgränsning hade Linanäs småort vuxit samman med småorten Laggarsvik och Öden och bildade en ny tätort Laggarsvik och Linanäs.

## Historia
Linanäs var utmarker till Bolby där framförallt får hölls på bete, varför platsen fram till 1853 kallades Gumnäset, eftersom ungfår i folkmun benämndes gumsar. År 1847 köptes denna mark av skattebonden och nämndemannen Eric Persson Sjöberg från Siarö, som ägde hemmanet Norrgården i Bolby. Eric flyttade 1847–1850 mangårdsbyggnaden på Norrgården till Gumnäset.
Eric Sjöbergs dotter Maria Carolina (Lina) avled 1848 efter en tids sjukdom, och till minne av henne ansökte Eric hos myndigheterna om att egendomen skulle få heta Linanäs, vilket beviljades år 1853.
Erics son Johan Sjöberg (1823–1863) drunknade 1863, varvid hans änka gifte om sig och flyttade till Blidö med alla barn utom trettonårige sonen Johan Wilhelm "Janne" Sjöberg, som flyttade till sin farfar Eric Sjöberg på Linanäs gård. När Eric avled 1875 ärvde Johan Wilhelm Linanäs gård efter sin farfar, och året efter gifte han sig med sin kusin Emelie Sjöberg, och de fick sedan elva barn.
År 1901 sålde Johan Wilhelm Sjöberg stora delar av marken till Thalén och Lignell, vilka tillsammans med J V Sjöberg styckade av 75 tomter och kallade dem Ljusterö Villastad, och resten av gården drevs vidare av Johan Wilhelms son Georg Sjöberg vilken 1918 sålde mangårdsbyggnaden och huvudgården till häradshövdingen Wilhelm Norén, som fortsatte med styckning och försäljning av tomter från Linanäs gård.
År 1927 köpte Johan Gottfrid Andersson (1884–1960) från Bolby Linanäs gård, och vid hans död 1860 såldes gården till Ljusterö kommun som fortsatte att stycka och sälja tomter. Huvudbyggnaden såldes 1861 till Rune Karlsson. Ekonomibyggnaderna såldes till Bengt Liljemark, och de blev förråd till Ljusterö Elektriska. När Liljemark köpte en tomt vid Getudden, lämnades tomten som dellikvid till Österåkers kommun, och ekonomibyggnaderna revs 1992. På platsen ligger idag en helikopterplatta.
Rune Karlssons barnbarn Marita Eriksson ärvde huvudbyggnaden 1998 och sålde fastigheten 2012.

## Kommunikationer
Linanäs är förbunden med fasta bussförbindelser på Ljusterö och via Ljusterö färjeläge med Stockholms läns övriga kollektiva trafiknät.
Storstockholms Lokaltrafik trafikerar dagligen ändstationen Linanäs brygga med buss 626 från Danderyds sjukhus.

## Bilder

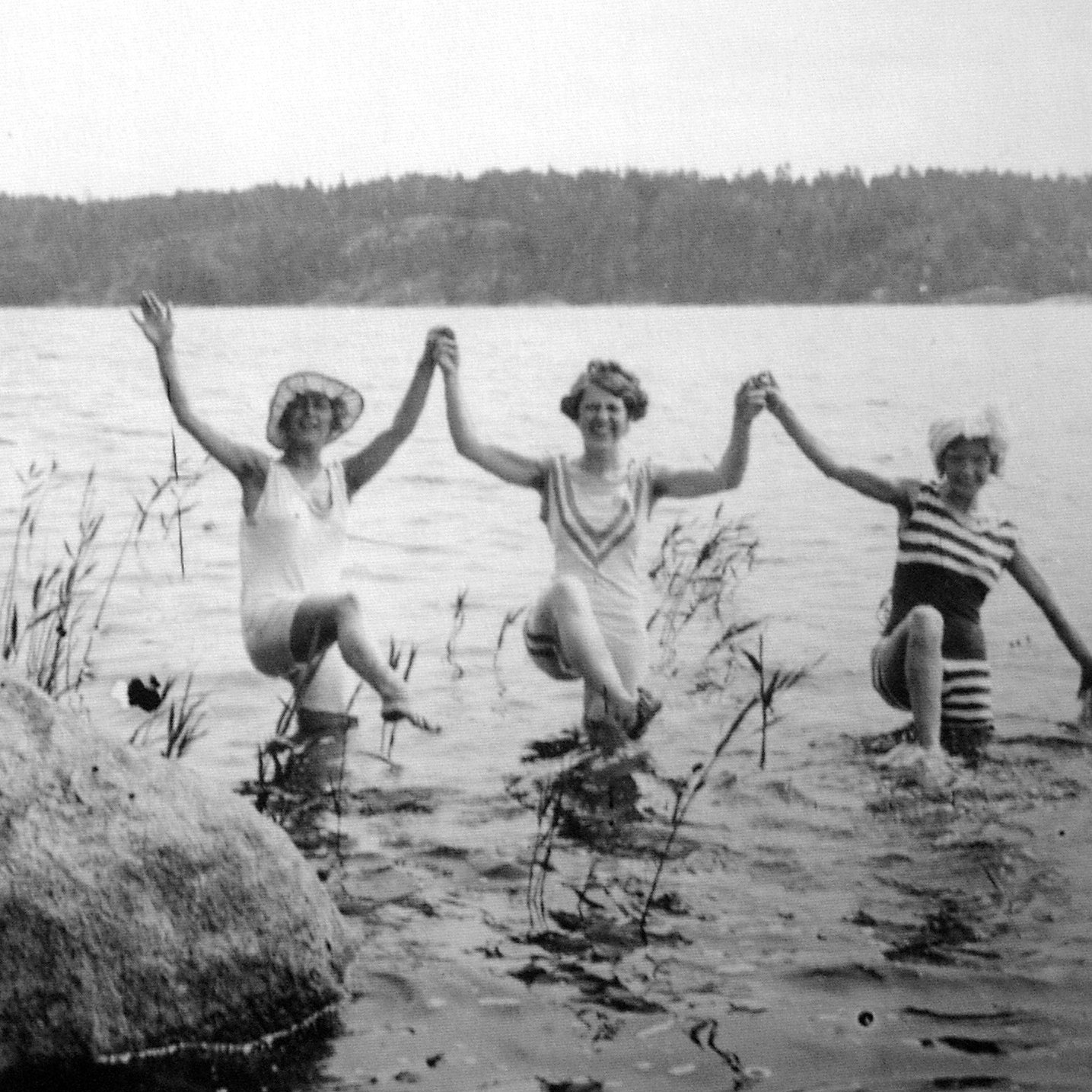
Badliv vid Ljusterö omkring 1910. Foto: Nordiska museet.
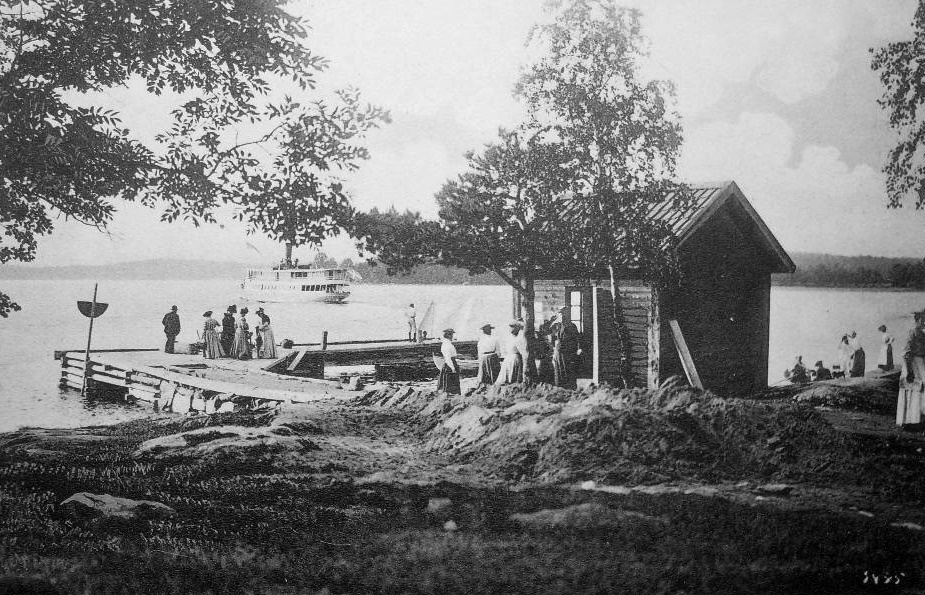
Linanäs ångbåtsbrygga på södra Ljusterö, omkring år 1900.